# Arévalo (Uruguay)
Pour les articles homonymes, voir Arevalo.
Arévalo est une ville de l'Uruguay située dans le département de Cerro Largo. Sa population est de 82 habitants.

## Infrastructure
Arévalo est reliée par la route 38.

## Population
| Année | Population |
| ----- | ---------- |
| 1963  | 136        |
| 1975  | 107        |
| 1985  | 105        |
| 1996  | 58         |
| 2004  | 82         |

,